# Nick Mohammed
Nicholas George Mohammed, detto Nick (Leeds, 4 ottobre 1980), è un attore e comico britannico.

## Biografia
Nik Mohammed è nato a Leeds in una famiglia di origini cipriote e trinidadiane. Ha studiato geofisica all'Università di Durham e dopo la laurea, ottenuta con il massimo dei voti, ha iniziato un dottorato di ricerca in sismologia al Magdalene College dell'Università di Cambridge, che ha successivamente interrotto per dedicarsi alla carriera comica.
Attivo sia sul piccolo che sul grande schermo, Mohammed è ricordato soprattutto per i suoi ruoli ricorrenti del preside Love in Hank Zipzer - Fuori dalle righe, Nas in Fresh Meat e Nate in Ted Lasso, per cui ha ricevuto una candidatura al Screen Actors Guild Award per il miglior cast in una serie commedia.

## Filmografia parziale

### Cinema
- Sopravvissuto - The Martian (The Martian), regia di Ridley Scott (2015)
- Absolutely Fabulous - Il film (Absolutely Fabulous: The Movie), regia di Mandie Fletcher (2016)
- Bridget Jones's Baby, regia di Sharon Maguire (2016)
- L'altra metà della storia (The Sense of an Ending), regia di Ritesh Batra (2017)
- Lo schiaccianoci e i quattro regni (The Nutcracker and the Four Realms), regia di Lasse Hallström e Joe Johnston (2018)
- Il ragazzo che diventerà re (The Kid Who Would Be King), regia di Joe Cornish (2019)
- Maggie Moore(s) - Un omicidio di troppo (Maggie Moore(s)), regia di John Slattery (2023)
- Deep Cover - Attori sotto copertura (Deep Cover), regia di Tom Kingsley (2025)

### Televisione
- Sorry, I've Got No Head – serie TV, 17 episodi (2008-2011)
- Horne & Corden – serie TV, 6 episodi (2009)
- Reggie Perrin – serie TV, 12 episodi (2009-2010)
- The Persuasionists – serie TV, episodio 1x03 (2010)
- Life's Too Short – serie TV, episodio 1x05 (2011)
- Gates – serie TV, 5 episodi (2012)
- Drifters – serie TV, 7 episodi (2013-2015)
- Hank Zipzer - Fuori dalle righe (Hank Zipzer) – serie TV, 16 episodi (2014-2016)
- Uncle – serie TV, 6 episodi (2014-2015, 2017)
- Cuckoo – serie TV, episodi 2x06-4x03 (2014, 2018)
- The Job Lot – serie TV, 5 episodi (2015)
- Fresh Meat – serie TV, episodi 4x02-4x04 (2016)
- Urban Myths – serie TV, episodio 2x06 (2018)
- Collateral, regia di S. J. Clarkson – miniserie TV, puntate 01-02 (2018)
- Sally4Ever – serie TV, episodio 1x04 (2018)
- 8 Out of 10 Cats Does Countdown – programma TV, 7 puntate (2018-2022)
- Stath Lets Flats – serie TV, 4 episodi (2019, 2021)
- Ted Lasso - serie TV, 34 episodi (2020-2023)
- Roald & Beatrix - Un incontro magico (Roald & Beatrix: The Tail of the Curious Mouse), regia di David Kerr – film TV (2020)
- Intelligence – serie TV, 12 episodi (2020-in corso)
- Inside No. 9 – serie TV, episodio 6x02 (2021)
- Mandy – serie TV, episodio 2x06 (2022)
- Nell - Rinnegata (Renegade Nell), regia di Ben Taylor, Amanda Brotchie, MJ Delaney – miniserie TV (2024)

### Doppiatore
- Ritorno al Bosco dei 100 Acri (Christopher Robin), regia di Marc Forster (2018)
- Polli spaziali nello spazio (Space Chickens in Space) – serie animata, 23 episodi (2018)

## Riconoscimenti
- Premio Emmy
  - 2021 – Candidatura per il miglior attore non protagonista in una serie commedia per Ted Lasso

## Doppiatori italiani
Nelle versioni in italiano delle opere in cui ha recitato, Nick Mohammed è stato doppiato da:
- Simone Crisari in Ted Lasso, Nell - Rinnegata, Maggie Moore(s) - Un omicidio di troppo, Deep Cover - Attori sotto copertura
- Daniele Giuliani in L'altra metà della storia
- Federico Zanandrea in Hank Zipzer - Fuori dalle righe
- Alessandro Budroni in Bridget Jones's Baby
- Nanni Baldini in Roald & Beatrix - Un incontro magico
- Gabriele Patriarca in Sopravvissuto - The Martian

Da doppiatore è stato sostituito da:
- Luca Dal Fabbro in Ritorno al bosco dei 100 Acri